# Carin Kreuzberg
Carin Kreuzberg (* 4. Februar 1935 in Berlin) ist eine deutsche Bildhauerin.

## Leben und Werk
Carin Kreuzberg machte 1953 in Rostock das Abitur und studierte von 1953 bis 1955 Bildhauerei an der Hochschule für Bildende Künste Dresden bei Walter Arnold und Hans Steger und von 1955 bis 1956 an der Hochschule für bildende und angewandte Kunst Berlin-Weißensee bei Heinrich Drake. 1956 unterbrach sie das Studium wegen der Geburt ihres Sohnes Mattias. 1958 wurde sie aus politischen Gründen vom Studium exmatrikuliert, konnte es aber von 1964 bis 1966 in Weißensee bei Drake mit dem Diplomabschluss zu Ende führen. 1966 wurde ihr Sohn David geboren.
Seit 1966 ist sie freischaffend in Berlin-Pankow tätig. Ihre Werke zeichnen sich durch Gestaltung in einfachen Formen, mehr in sich ruhend und ohne Pathos, aus. Bei näherem Betrachten sind häufig verschmitzte oder vergnügliche Details zu entdecken. Kreuzberg verwendet vor allem Sandstein und Bronze.
Nach Meinung des Berliner Galeristen Joachim Pohl (1947–2022) dürfte sie die Bildhauerin sein, von der die meisten Skulpturen im öffentlichen Raum in Berlin, vor allem in Parks und auf Stadtplätzen stehen.
Privates
Carin Kreuzberg war befreundet mit Hedda Zinner.
Infolge eines schweren Sturzes Ende des Jahres 2022 kann sie kaum noch laufen und auch nicht arbeiten. Zudem fehlt es ihr an einer barrierefreien Wohnung.

## Mitgliedschaften
- Bis 1990 Verband Bildender Künstler der DDR
- Artists Rights Society
- Kunstverein Pankow. e. V.

## Werke (Auswahl)

### Plastiken

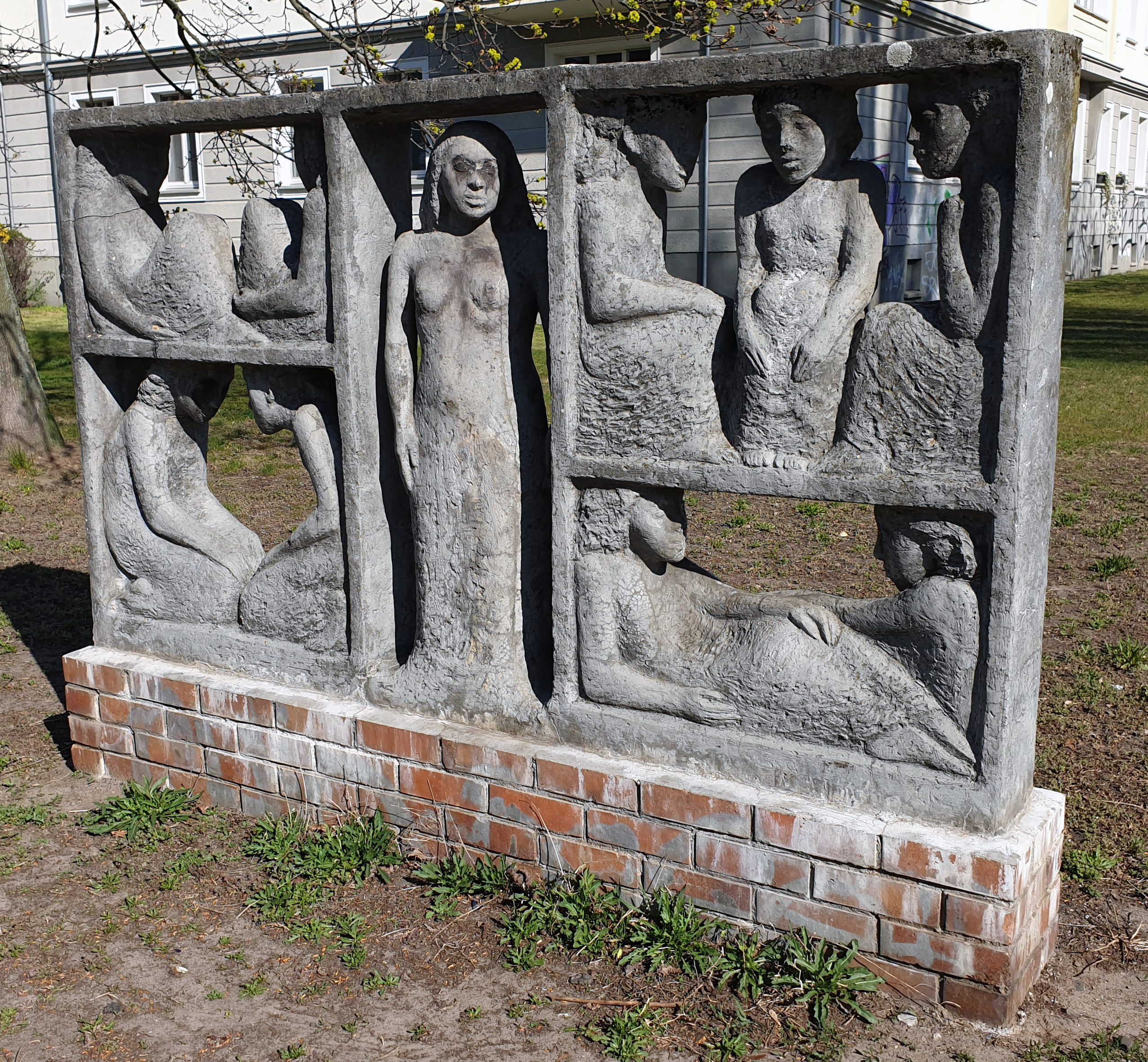
Mädchen

- Knabe (Bronze, 1973/1974; ausgestellt 1979/1980 in Dresden bei „Junge Bildhauerkunst der DDR“)[4]
- Stehende (Bronze, 1974; ausgestellt 1977/1978 auf der VIII. Kunstausstellung der DDR)[5]
- Porträt Arnold Zweig (Bronze, ca. 1975; ausgestellt 1979/1980 in Dresden bei „Junge Bildhauerkunst der DDR“)[6]
- David (Bronze, 1980; ausgestellt 1982/1983 auf der IX. Kunstausstellung der DDR)[7]
- Rosa Luxemburg (1985, Porträtbüste; Auftragsarbeit des Staatlichen Kunsthandels der DDR)

### Plastiken im öffentlichen Raum
- Sitzendes Liebespaar (Bronze, 1976; Berlin-Pankow, Breite Straße/Am Amalienpark) vor dem Krankenhaus Maria Heimsuchung[8]
- Drei Frauen (Drei Grazien) (Bronze, 1979, 1993 fertiggestellt; Berlin, Grünanlage Elisabethweg/Ecke Ossietzkystraße)[9]
- E.T.A. Hoffmann (Sandstein, 1979; nach mehrfacher Beschädigung 1992 Replik aus Bronze; Berlin, Nähe Gendarmenmarkt)[10]
- Heinrich Heine (Granit/Keramik; 1982; 1991 fertiggestellt; Berlin, Köpenicker Straße/Ecke Heinrich-Heine-Straße)[11]
- Mädchen (Skulpturenwand auf gemauertem Sockel; 1989, Berlin-Johannisthal, Ellernweg; mit Markus Schulz; siehe Bild)

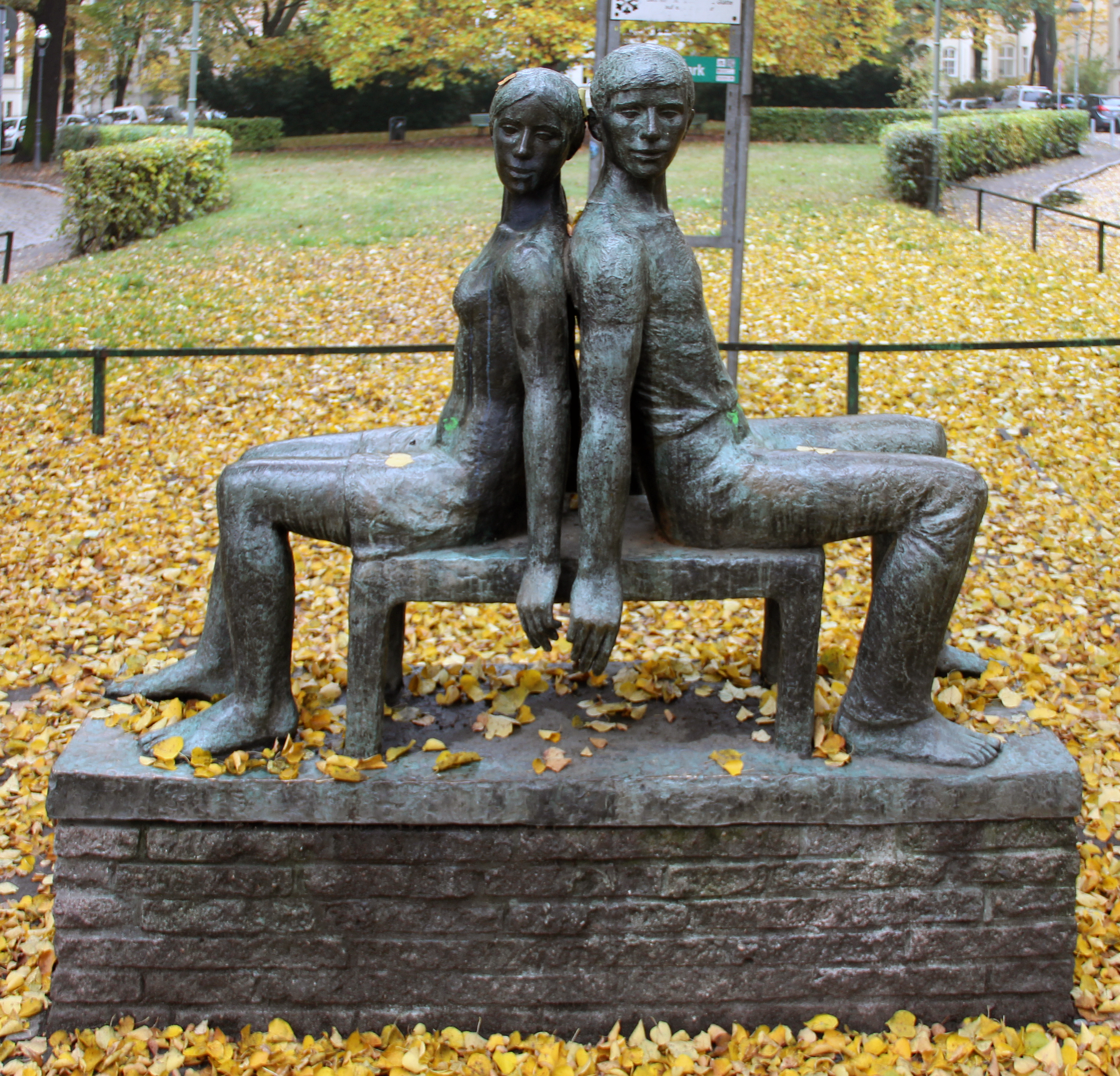
Sitzendes Liebespaar
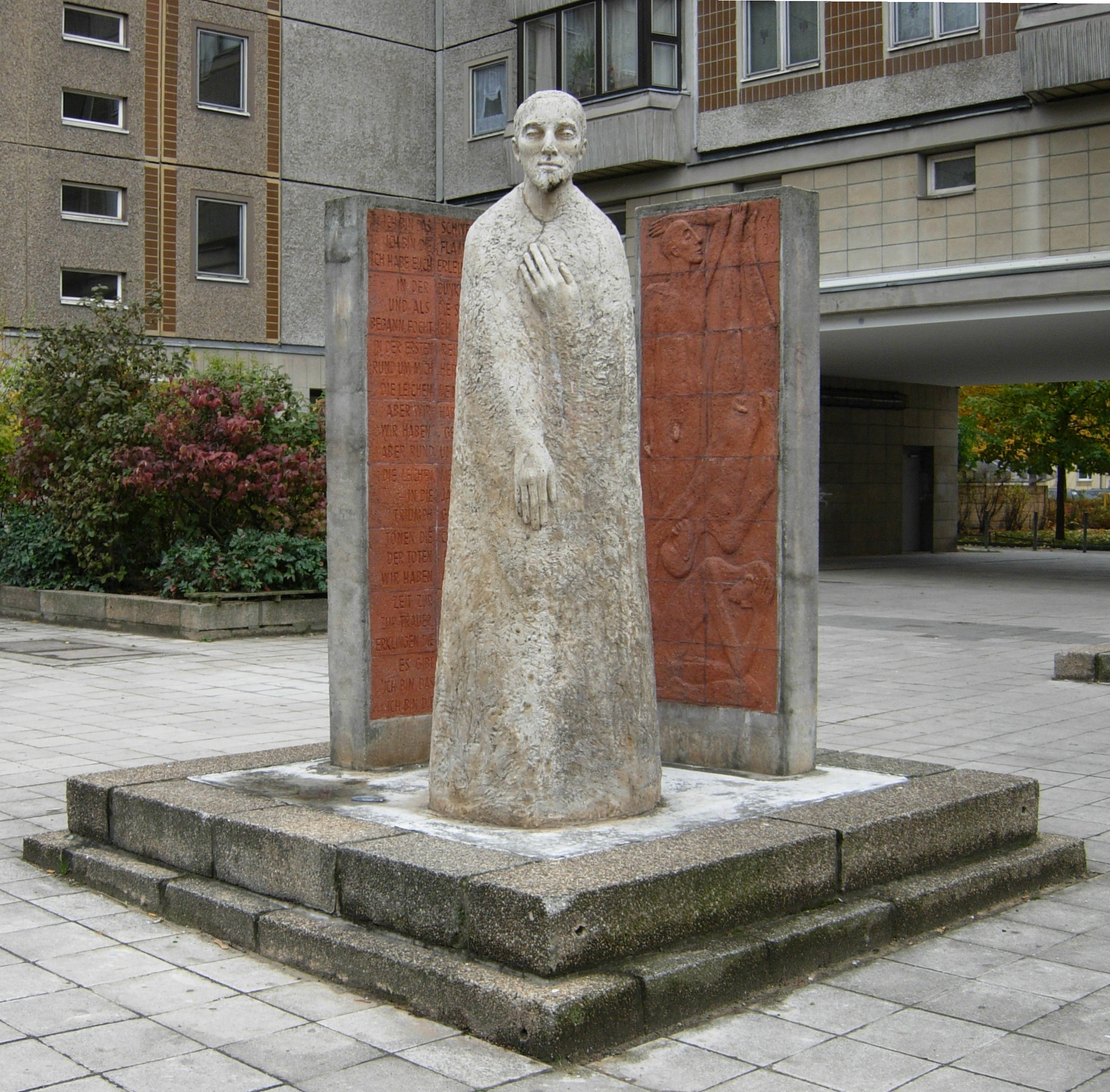
Heinrich Heine
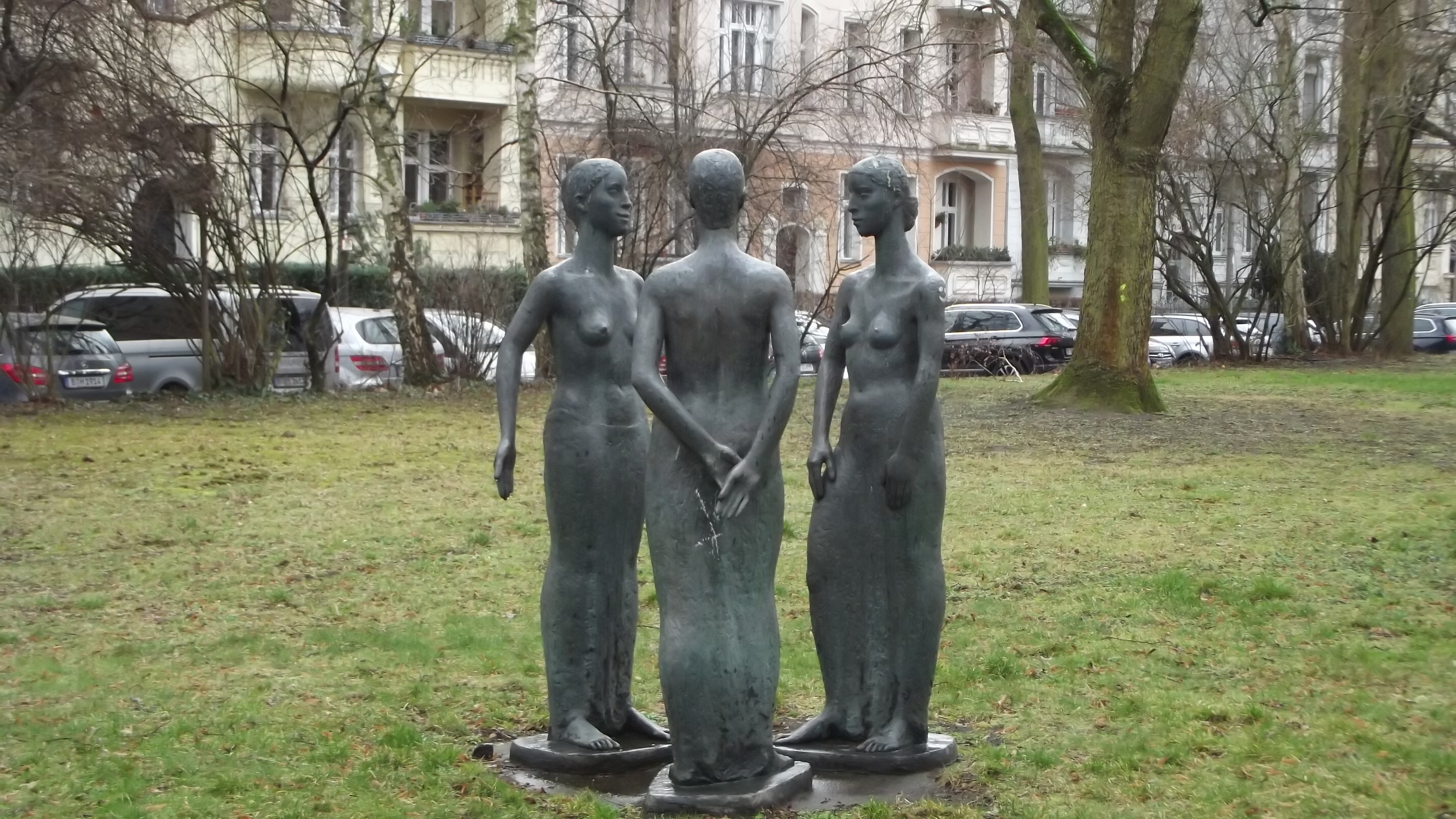
Drei Frauen
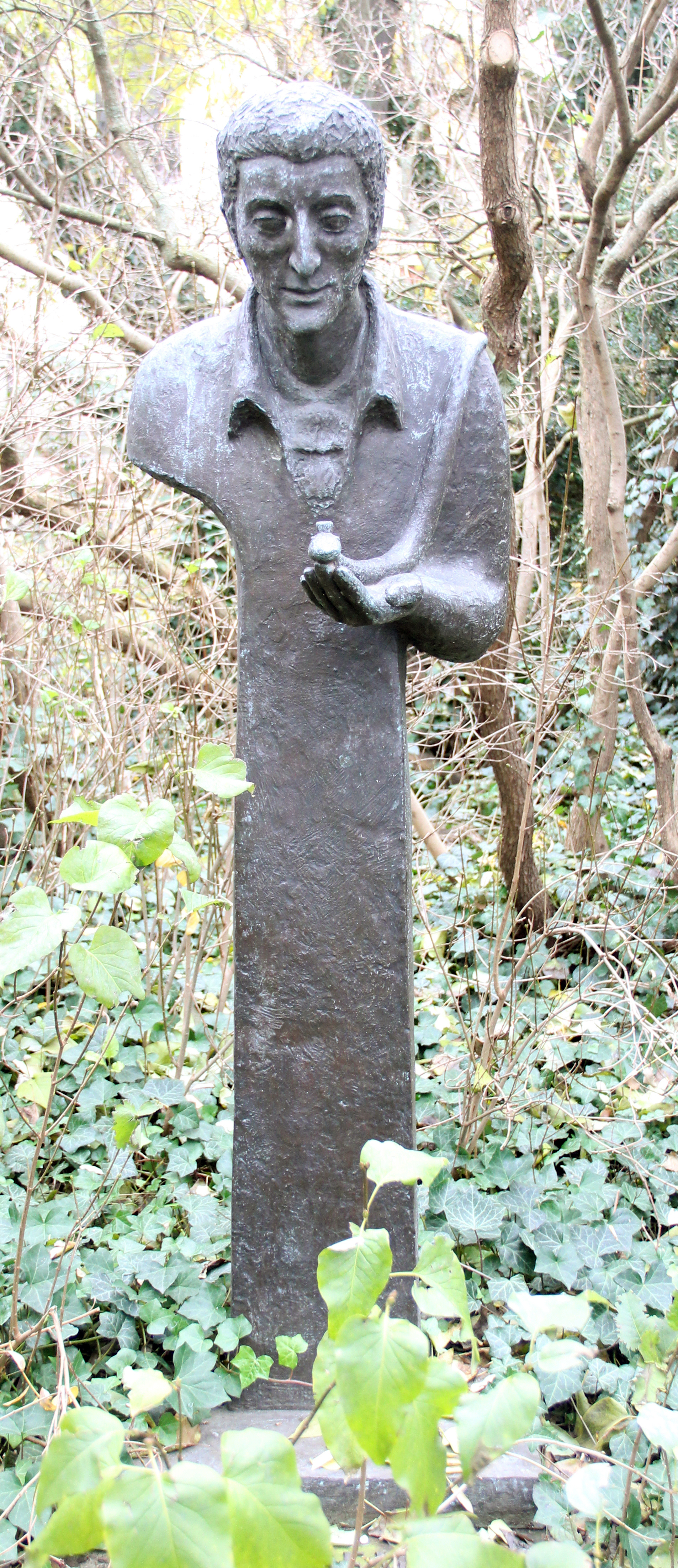
ETA Hoffmann
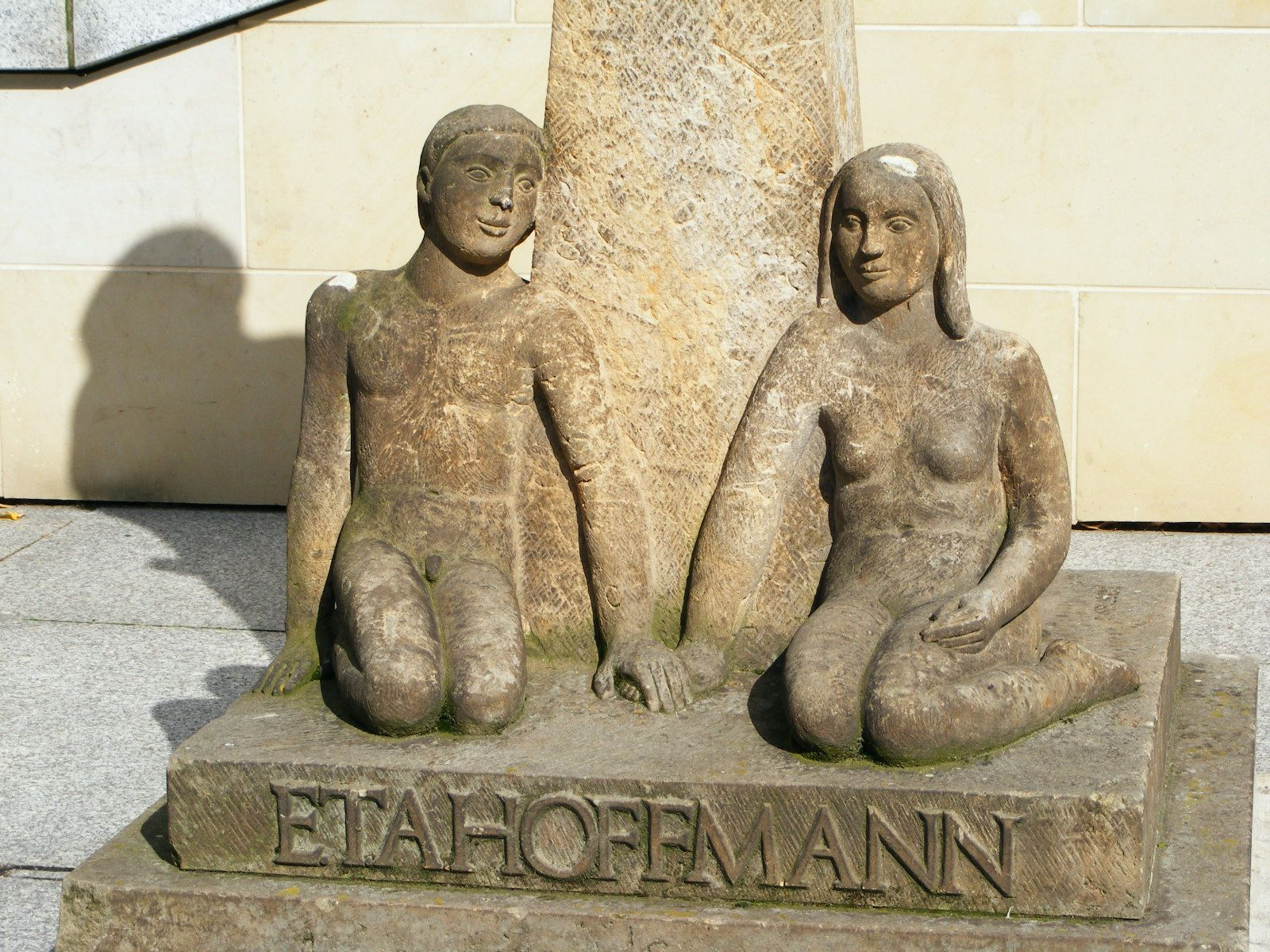
Ein kniendes nacktes Paar beidseitig des Fußes vom Hoffmann-Denkmal
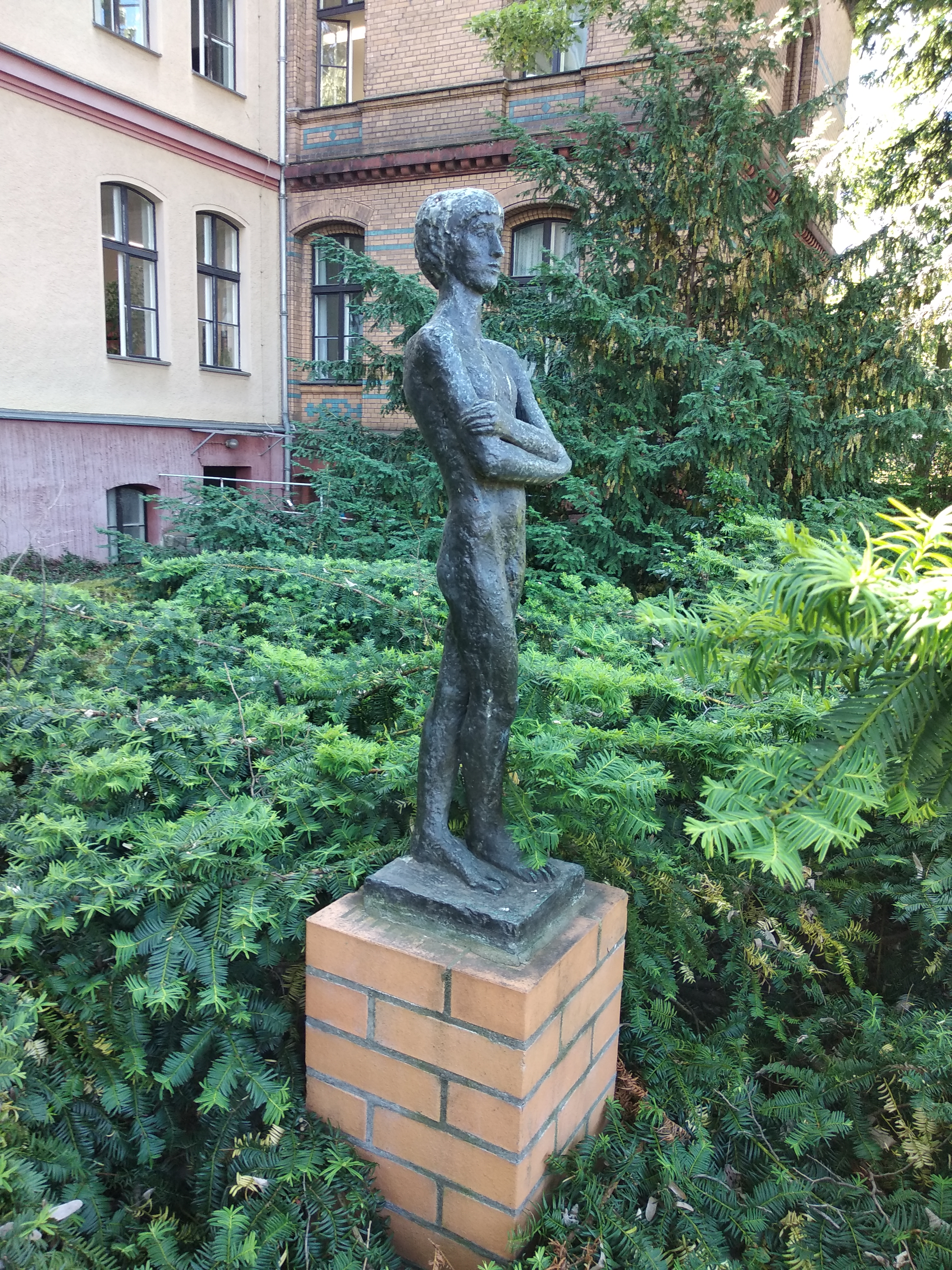
Stehender Junge

## Ausstellungen (unvollständig)

### Einzelausstellungen
- 1980: Berlin, Galerie im Turm
- 1981: Leipzig, Galerie Wort und Werk (mit Uta Vogel)
- 1996: Potsdam, Galerie am Neuen Palais
- 1998: Berlin, Galerie Pohl (mit Horst Hussel)
- 2000: Berlin, Galerie Pohl
- 2003: Dannenwalde, Kirche am Wege (Figuren; mit Elli Graetz)
- 2006: Potsdam, Galerie am Neuen Palais (mit Sabine Maier-Wallmann)
- 2012: Berlin, Inselgalerie (Wege – Irrwege. Eine deutsche Bildhauerin und eine spanische Malerin im Dialog; mit Guadalupe Luceño)
- 2015: Berlin, Galerie Pohl (Frauen; Plastiken und Arbeiten auf Papier)[12]
- 2021: Berlin, Inselgalerie (Freundinnen)[13]

### Ausstellungsbeteiligungen
- 1973 und 1980: Berlin, Treptower Park („Plastik und Blumen“)
- 1975, 1977, 1981 und 1983: Berlin, Bezirkskunstausstellungen
- 1977/78 und 1982/83: Dresden, VIII. und IX. Kunstausstellung der DDR
- 1979: Dresden, Albertinum (Junge Bildhauerkunst der DDR)
- 1987: Dresden, Galerie Rähnitzgasse (Wirklichkeit und Bildhauerzeichnung)
- 2024: Beeskow, Museum Utopie und Alltag Konstante B mit Silberblick[14]